# Tim Campbell
Tim Campbell (ur. 27 września 1975 w Sydney) – australijski aktor.
Znany jako odtwórca roli Dana Bakera w australijskiej operze mydlanej Zatoka serc (Home and Away).
Na antenie stacji Nine Network występował w 2003 roku wraz z Indianą Evans w serialu dla dzieci pt. Snobs; pojawił się także gościnnie w serialu Szczury wodne (Water Rats).
Był uczestnikiem szóstej edycji tanecznego show Dancing with the Stars (australijskiego odpowiednika Tańca z gwiazdami), która wystartowała 20 lutego 2007 roku w stacji Seven Network. Dotarł do półfinału.
Również na antenie Seven Network pojawił się jako prowadzący teleturniej National Bingo Night. Jego powiernicą była Renee Bargh, eks-członkini zespołu Girlband.
Pod koniec 2007 roku zdeklarował się jako homoseksualista.
W 2008 roku zakończył współpracę z Seven Network i przeszedł do konkurencyjnej stacji – nadmienionej Nine Network, gdzie od 26 maja prowadził program Million Dollar Wheel of Fortune (wzorowany na oryginalnej wersji Kole fortuny). 27 czerwca zrezygnowano wszak z emisji show.